# Prosena jactans
Prosena jactans är en tvåvingeart som först beskrevs av Walker 1858.  Prosena jactans ingår i släktet Prosena och familjen parasitflugor. Inga underarter finns listade i Catalogue of Life.